# Gravel and Tar La Femme
Le Gravel and Tar La Femme est une course cycliste féminine d'un jour qui se déroule dans la région de Manawatu-Wanganui en Nouvelle-Zélande. Créée en 2019, elle fait partie du Calendrier international féminin UCI, en classe 1.2. L'épreuve masculine est au calendrier de l'UCI Oceania Tour depuis 2018.
Cette course comprend environ 40 kilomètres de gravier répartis en 5 secteurs.

## Palmarès
| Année | Vainqueur          | Deuxième         | Troisième        |                  |
| ----- | ------------------ | ---------------- | ---------------- | ---------------- |
| 2019  | Brodie Chapman     | Jenna Merrick    | Rylee McMullen   |                  |
| 2020  | Niamh Fisher-Black | Samara Sheppard  | Ella Bloor       |                  |
| 2021  | Olivia Ray         | Sharlotte Lucas  | Rylee McMullen   |                  |
| 2022  | annulé/abandonné   | annulé/abandonné | annulé/abandonné | annulé/abandonné |
| 2023  | annulé/abandonné   | annulé/abandonné | annulé/abandonné | annulé/abandonné |
| 2024  | Kate McCarthy      | Samara Maxwell   | Charlotte Clarke |                  |